# Ratpenat trident comú
El ratpenat trident comú (Asellia tridens) és una espècie de ratpenat de la família dels hiposidèrids. Viu a l'Afganistan, Algèria, Burkina Faso, el Txad, Djibouti, Egipte, Eritrea, Etiòpia, Gàmbia, l'Iran, Israel, Líbia, Mali, Mauritània, Marroc, el Níger, Oman, el Pakistan, Aràbia Saudita, Senegal, Somàlia, el Sudan, República Àrab Siriana, Tunísia, Sàhara Occidental i el Iemen. El seu hàbitat natural són les zones de vegetació del desert i desert parcial, principalment en els oasis. Una amenaça significativa per a la supervivència d'aquesta espècie és l'ús generalitzat de pesticides contra les llagostes.